# Salvador Revés Grau
Salvador Revés Grau (Lleida 1851 - 1908), conegut popularment com "Lo Teta" o "Badó", va ser un músic, poeta, periodista i dibuixant. Signava articles també amb el pseudònim "Nagen".
L'any 1885 guanyà el premi Cítara de Plata al certamen de l'Acadèmia Mariana amb el seu poema religiós La Estrella del Nord. Des de 1886 col·laborà a El Diario de Lérida, on publicà la major part dels seus versos (destaca el seu poema líric i romàntic Las Violas, 1890); de 1892 és el seu poema Dos dotzenes de consells (el saber no ocupa lugar). Aquell mateix any formà part del grup musical La Pua, dirigit per Joan Bergós i Dejuan "Lo Llaüt"; Lo Teta feia els arranjaments i dirigia els assajos. El 1900 participà en l'expedició fluvial pel Segre juntament amb els Arderiu, els Llúria (Manuel Roger de Llúria) i el cap de l'expedició, Joan Bergós, tots membres de l'Associació Catalunya; portaren la bandera des de Lleida a Torres de Segre. Arran d'aquesta expedició fluvial, de caràcter catalanista, van ser processats per denúncia del governador José Martos O'Neale.
Publicà a la revista Lo Garbell, en la fundació de la qual intervingué.
Es va casar amb Maria Vidal i Albert, natural de Granollers, el 1885.